# Mikraot Gedolot

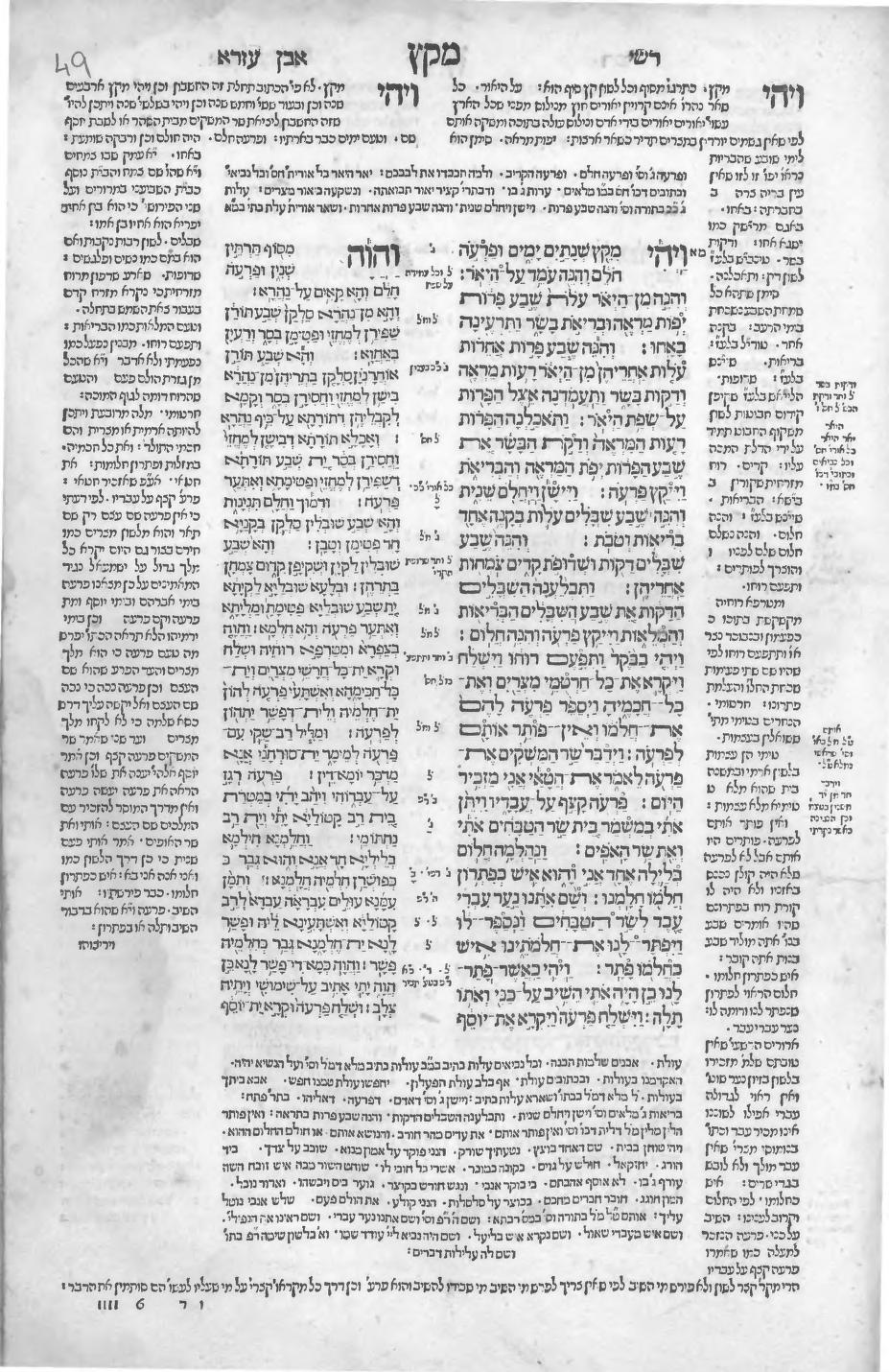
Eine Seite der 2. Mikraot Gedolot von Jacob Ben Chajim Ibn Adonijah 1524; in der Mitte der Anfang des Wochenabschnitts Mikez (Bereschit/1. Buch Mose 41 nach dem hebräischen Original und Targum Onkelos), umrahmt von den Kommentaren von Raschi (rechts) und Abraham ibn Esra (links).

Als Mikraot Gedolot (hebräisch מקראות גדולות ‚große Schriften‘), im Deutschen oft Rabbinische Bibel, Bombergische Rabbinerbibel oder kurz Rabbinerbibel, werden Ausgaben des hebräischen Tanach bezeichnet.
Sie umfassen in der Regel folgende Momente:
- Bibeltext nach der Masora in Bezug auf deren Bücher und deren Reihenfolge, Vokalisation und Kantillationszeichen;
- Masoretische Notationen des biblischen Textes;
- Aramäisches Targum;
- Bibelkommentare.

## Erste Ausgabe von Felix Pratensis
Die sogenannte Erste Rabbinerbibel, „ʾArbāʿā wa-ʿeśrîm“, auch „Erste Bombergische Rabbinerbibel“ genannt, herausgegeben von Felix Pratensis erschien 1517 bei Daniel Bomberg. Pratensis war ein italienischer sephardisch-jüdischer Wissenschaftler, der später zum Christentum konvertierte.

## Zweite Ausgabe von Jacob Ben Chajim
Die sogenannte Zweite Rabbinerbibel wurde von Jacob Ben Chajim Ibn Adonijah 1524 bei Daniel Bomberg in Venedig veröffentlicht. Jacob Ben Chajim war Bibelforscher und veröffentlichte außerdem etwa die erste Druckausgabe des Jerusalemer Talmuds (Bomberg, Venedig 1523).

## Nachweise
1. ↑   The Second Rabbinic Bible (Mikraot Gedolot) (מקראות גדולות) Volume I, Yaakov ben Hayyim, 1524; 
Digitalisat: Yaakov ben Hayyim, 1524: The Second Rabbinic Bible